# Круглолуговка
Круглолу́говка (укр. Круглолугівка) — упразднённое село, расположенное на территории Бахмачского района Черниговской области (Украина).
Средняя высота населённого пункта — 137 м над уровнем моря. Село находится в зоне умеренно континентального климата.

## История
Село основано в 1766 году как немецкая колония Рундевизе (нем. Rundeweise). Поселенцы были лютеранами, они переселились из Гессена, Саксонии, Ганновера и Пруссии. В 1768 году переселенцы заложили первые 25 домов. 1859 в немецкой колонии Рундевизия Кальчиновской волости Борзнянского уезда Черниговской губернии проживало 495 человек (229 человек мужского пола и 266 — женского), насчитывалось 50 дворов.
По состоянию на 1885 год в бывшем колониальном селе Рундевизия проживало 856 человек, насчитывалось 83 дворовых хозяйства, существовали лютеранский молитвенный дом, постоялый двор и 2 лавки.
По переписи 1897 года в Рундевизии проживало 1011 человек (505 человек мужского пола и 506 — женского), из них 925 протестантов.
По состоянию на 1901 год в селе проживало 896 человек (422 человека мужского пола и 474 человека женского). Уменьшение населения обусловлено переездами немцев в другие поселения.
В 1923 году была проведена территориальная реформа, село стало центром Рундевизского сельсовета и вошло в Парафиевский район Конотопского округа. По состоянию на 1924 год в селе проживало 1012 человек, было 186 дворовых хозяйств.
С лета 1929 г. началась коллективизация крестьянских хозяйств. На массовые протесты немецких крестьян против принудительной коллективизации власти ответили репрессиями. В 1929 году 3 жителя были осуждены Конотопским окружным судом на 5 лет лишения свободы.
Других противников коллективизации объявили кулаками и раскулачили. Кулаков второй категории депортировали, преимущественно в Казахстан, а также на Урал и в Киргизию. Фамилии депортированных частично установлены по спискам мобилизованных в Трудармию в 1942 году и из сведений о политических репрессиях 1937—1938 годов на новых местах жительства. Всего найдено 34 члена семей, из них 12 человек из рода Браунов. Средняя численность немецкой семьи составляла 6 человек, так что количество депортированных примерно равнялось 200 человек.
После создания в 1932 году Черниговской области село входило в Дмитровского района.
Во время сталинских репрессий 1937—1938 годов были приговорены к расстрелу 16 жителей села, среди которых одна женщина (Мария Кистер-Ставинская), 6 мужчин из рода Мельхеров и 3 — из рода Браунов. Ещё 13 жителей получили 5-10 лет лагерей, из которых 7 жителей — из рода Браунов.
До войны в деревне была больница с родильным отделением, средняя школа, кирпичный завод, электростанция, улицы села освещались. Работали электромельница и литейный комбинат, на котором изготовлялись чугунные поддувала, плиты, дверцы к грубам и другие вещи хозяйственного обихода.
В августе 1941 года часть жителей Рундевизии была мобилизована в рабочие колонны, вместе с жителями украинских сел они копали окопы, противотанковые рвы и строили другие укрепления на западном направлении.
В конце августа 1941 года вышло постановление о депортации немцев в восточные районы страны. Но Черниговский отдел НКВД не успел выполнить это распоряжение, поскольку 9 сентября Чернигов был окупирован немцами. Немецкие войска захватили деревню Рундевизию 14 сентября 1941 года.
Жители села, которые в тот период находились восточнее места жительства, были депортированы, а мужчин мобилизовали в Трудармию.
Во время оккупации жители села подчинялись Роменскому ортскоменданту и бургомистру Роменского гебита. Крестьяне добились восстановления индивидуальных хозяйств, хотя оккупационная власть настаивала на создании сельской общины вроде колхоза. Возобновила работу электромельница.
С августа 1943 года началась широкомасштабная эвакуация этнических немцев с территории Рейхскомиссариата Украины в Германию. С приближением фронта, в конце августа — начале сентября 1943 года, жители Рундевизии вместе с немцами из других лютеранских сел (Белые Вежи № 2, Городок, Кальчиновка) направились своим ходом на подводах на запад. Тех, кто не хотел переезжать, вывозили принудительно.
В марте 1944 г. беженцы были размещены в районе Вартегау в Западной Польше, а в январе 1945 г. бежали дальше на запад. В оккупированной Германии часть жителей Рундевизии была обнаружена розыскными командами НКВД, остальные жители выдали НКВД в американской и английской зонах оккупации. Найдено 25 фамилий репатриантов, они были депортированы преимущественно в Кировскую и Вологодскую области России, а остальным удалось сбежать.
Село Рундевизию освободили 13 сентября 1943 года бойцы 2-й гвардейской воздушно-десантной дивизии 18-го гвардейского стрелкового корпуса 60-й армии.
После освобождения села оставшихся немцев депортировали в Казахстан и в Сибирь, а в селе остались только украинцы, которых дополнили переселенцами.
В июне 1945 года село Рундевизию переименовали в Круглолуговку, а Рундевизский сельсовет стал называться Круглолуговским.
После войны численность населения постепенно сокращалась, в 1979 году в селе проживало в 38 дворах 100 человек, а в середине 1980-х — 80 человек.

Решением Черниговского областного совета от 11 сентября 2009 года село было снято с учёта.

## Уроженцы
- Андрей Георгиевич Браун — советский и казахстанский государственный и партийный деятель.